# Vaktmästarbostället

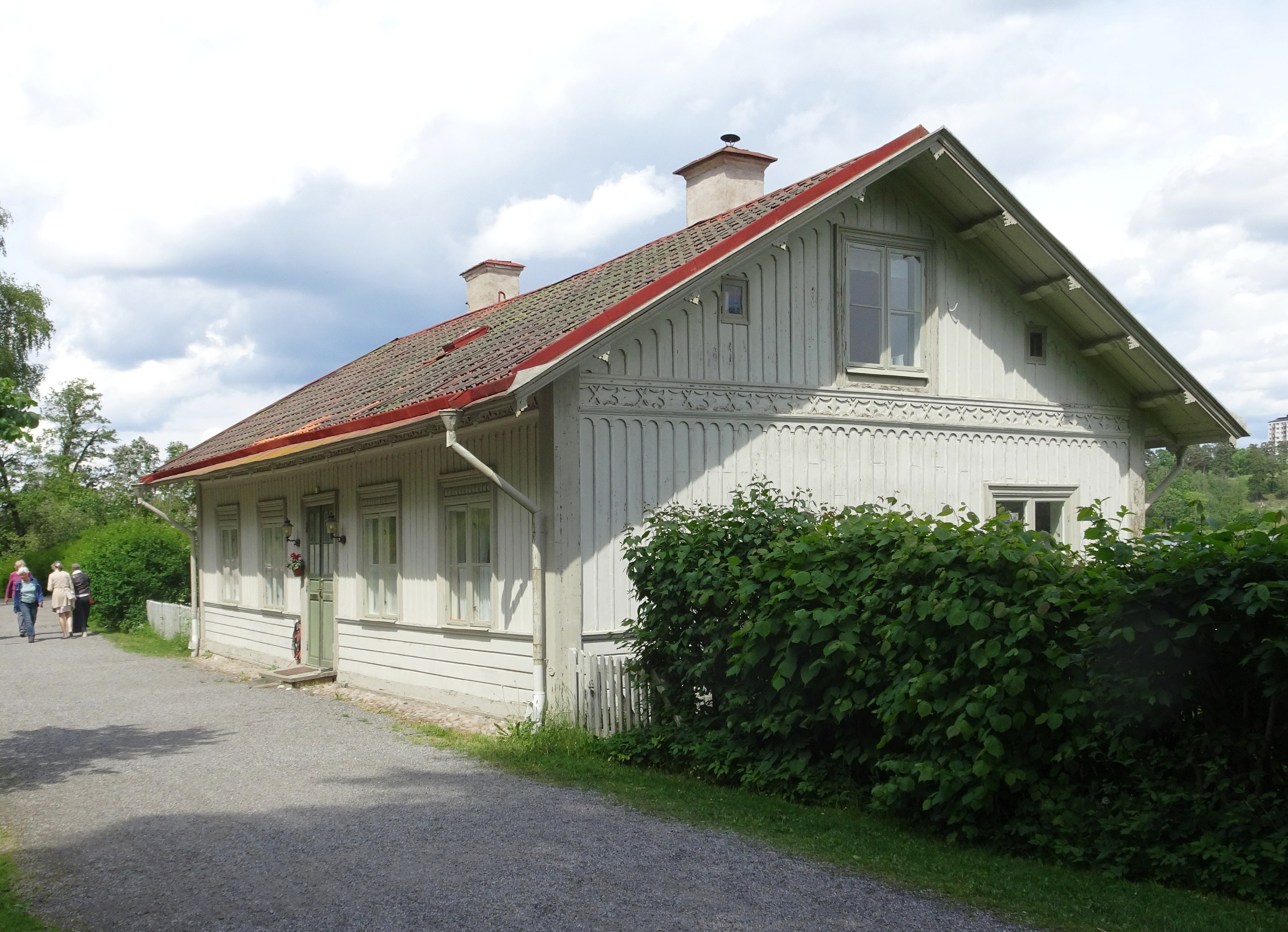
Strandstugan i juni 2020.

Slottsvaktmästarbostället eller Kungliga Tvätthuset som det ursprungligen hette är nu omdöpt till Strandstugan. Det är en kulturhistoriskt värdefull byggnad vid Ulriksdals Strandväg 2 på Ulriksdals slottsområde i Solna kommun. Huset ligger på slottsfastigheten Ulriksdal 2:3 som är ett statligt byggnadsminne sedan år 1935.

## Historik

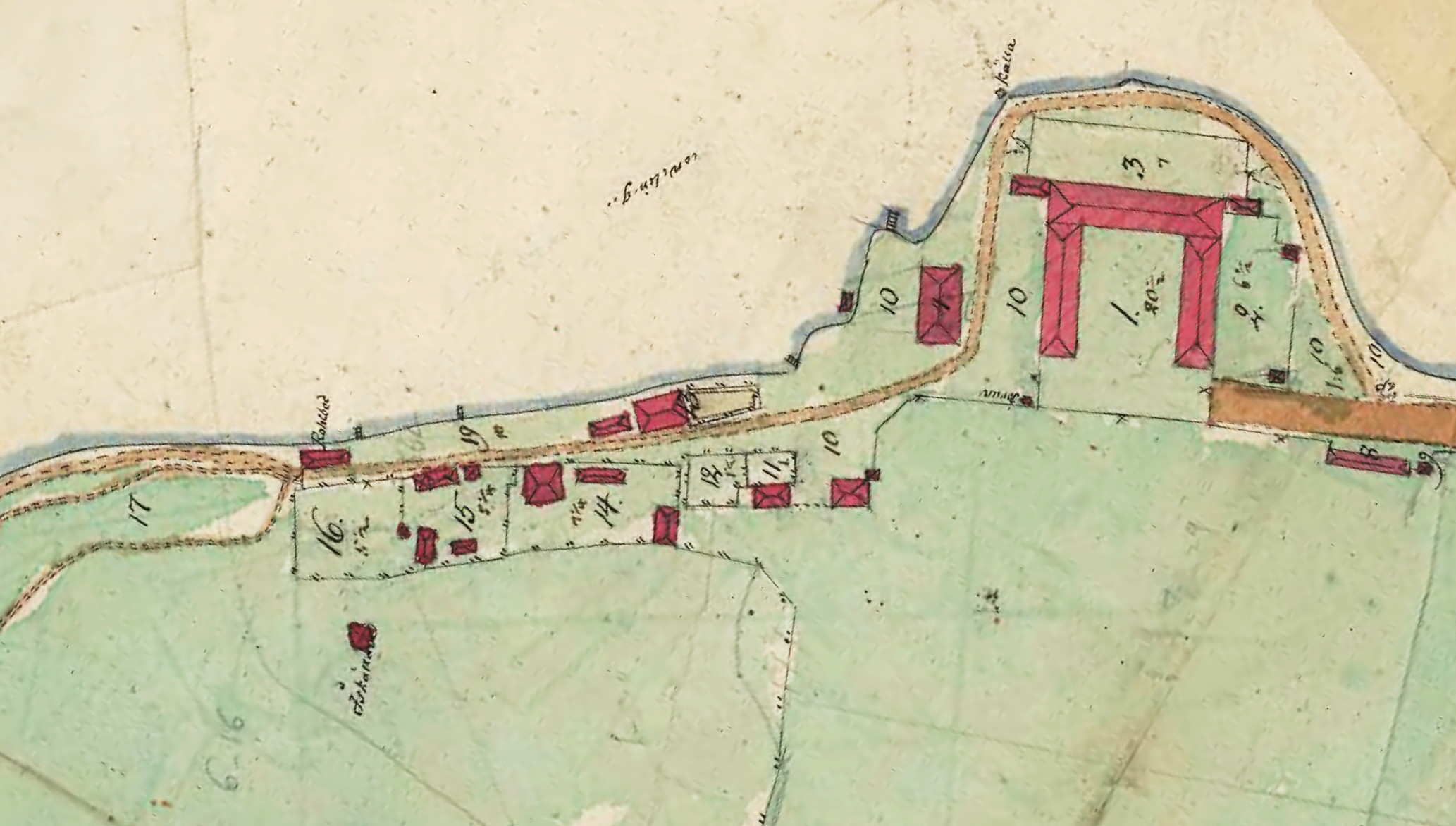
Karta från 1808. Slottet (nr 1), Slottsvaktmästarbostället (nr 13).
Norr är till vänster.

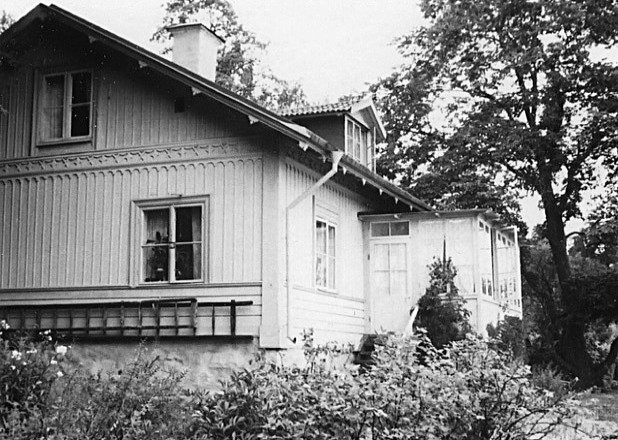
Strandstugan, sjösidan, 1968.

Slottsvaktmästarbostället är det södra av de tre strandhusen som ligger intill Edsviken, norr om slottet. Ursprungligen fanns här flera förrådsbodar och personalbostäder, bland dem Åldfruhuset, Slottsvaktmästarbostaden, Snickarbostaden och Trädgårdsdirektörsbostaden, ingen av nu kvarvarande byggnader är ursprungliga från 1600-talet. Största byggnaden var Ulriksdals gamla slottskök.
De flesta husen revs på 1860-talet när kung Karl XV lät modernisera slottet och dess byggnader. Idag finns bara två kvar: Vaktmästarbostället och Byggmästarbostället, av en byggnad (troligen Trädgårdsdirektörsbostaden) återstår husgrunden. Det tredje strandhuset är Ulriksdals maskinhus, byggt 1860.
Vaktmästarbostället / Strandstugan uppfördes troligen omkring 1730 och låg då något närmare vattnet, eftersom Edsvikens strandlinje har förändrats genom landhöjningen. Då var Strandstugan "Kongl. Tvätt Huset". På 1770-talet inreddes också en bostad åt slottsvaktmästaren (därav namnet).
Av Axel Fredrik Cederholms illustration från 1821 framgår att huset då hade ett högt valmat sadeltak. Sitt nuvarande utseende med dekorativ fasadpanel och enkelt sadeltak fick stugan på 1860-talet. Mot sjösidan finns en glasveranda av nyare datum. Byggnaden renoverades 1996 efter ritningar av arkitekt Peter von Knorring och uthyrs av Statens fastighetsverk som privatvilla.

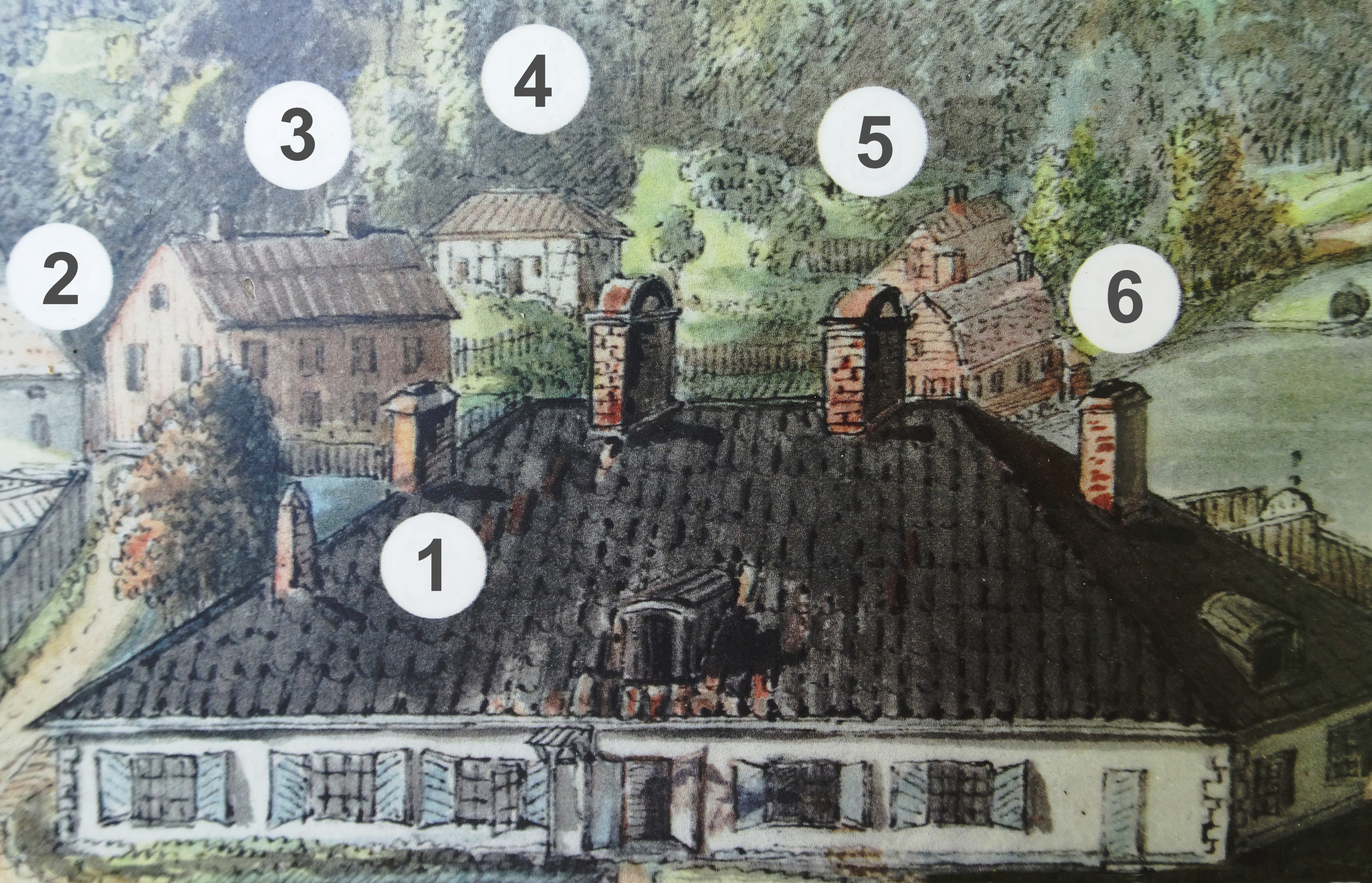
Några av Ulriksdals personalbostäder sedda över Slottsköket (1): Spannmålsmagasin (2), Trädgårdsdirektörens boställe (3), Fataburen (4), Snickarbostället (5) och Vaktmästarbostället (6). Byggmästarbostället (ovanför 6) är skymt av träd och syns inte.
Del av illustration av Axel Fredrik Cederholm, 1821.